# 門策爾角
72°3′S 95°46′W / 72.050°S 95.767°W
門策爾角（英語：Cape Menzel），是南極洲的海岬，位於埃爾斯沃思地，處於瑟斯頓島東北部的洛夫格倫半島的北端，該海岬現時由南極條約體系管理。